# أسكولا
أسكولا (بالفنلندية: Askola)‏ بلدية تقع إدارياً ضمن أوسيما في فنلندا. ويبلغ عدد سكانها 4,990 نسمة حسب تعداد 31 ديسمبر 2017.

## أعلام
- يوهانس لينانكوسكي

## وصلات خارجية
- الموقع الرسمي